# 光の村秩父自然学園
光の村秩父自然学園（ひかりのむらちちぶしぜんがくえん）とは、埼玉県秩父市大滝にある私立特別支援学校。 全寮制で、自閉症等の知的障害者を対象とする。

## 概要
高知に本部があり、土佐校の光の村養護学校土佐自然学園から始まった。土佐校に関東圏からの入学者が増えたことがあり、創立者である西谷英雄の広域福祉圏構想の中の中核学校として、当時の大滝村 (埼玉県)の協力を得て開校した。卒業後の進路として東京都江戸区に「東京の店」、千葉市に千葉光の村授産園を開設した。卒業後の自立を目指し、就労していけるだけの体力を作り上げるために、体を元から作り直すことを目標に、荒川下りや現在も続いている光の村宮古島トライアスロン(高等部3年生卒業旅行)を行い、中学部入学から同時に宮古島でのトライアスロンができる体を作り上げることを目標に授業を展開している。「私立の中高一貫校」でもある。6年かけて体幹筋・心肺系を主体に鍛え上げる。寮で調理、洗濯、掃除等を共同で行い、規律正しい集団生活を送り、生活そのものも学ぶ。全国でも珍しい私立特別支援学校である。

## 沿革
- 1986年 - 開校。
- 1989年 - 高等部を開設。
- 2008年 - 専攻科を開設。

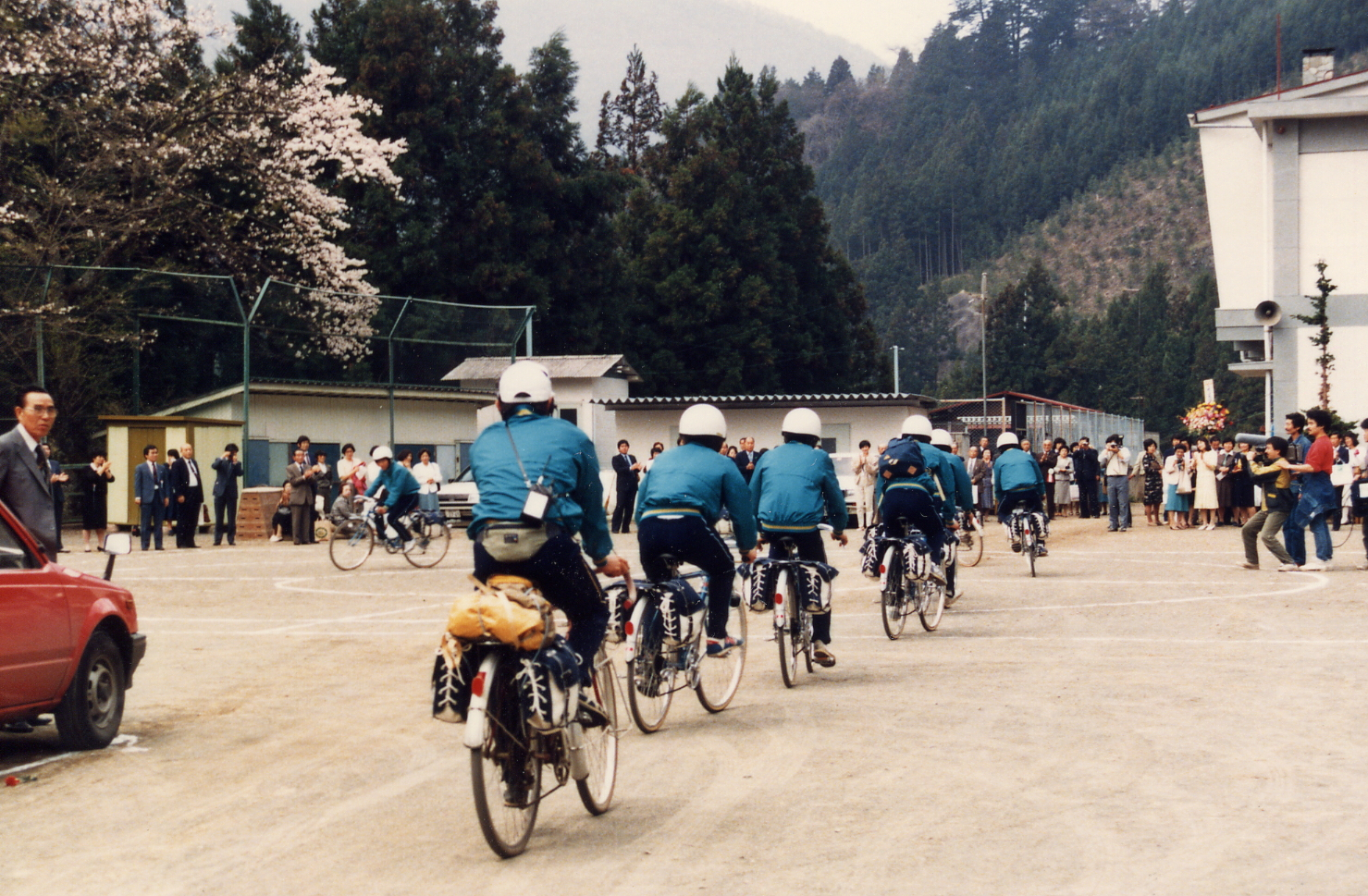
光の村養護学校秩父自然学園開校式　土佐校から秩父校の新入生が使用する自転車を生徒達がはるばる運んだ。

- 2009年 - 8月1日より旧大滝村立光岩小学校に校舎移転

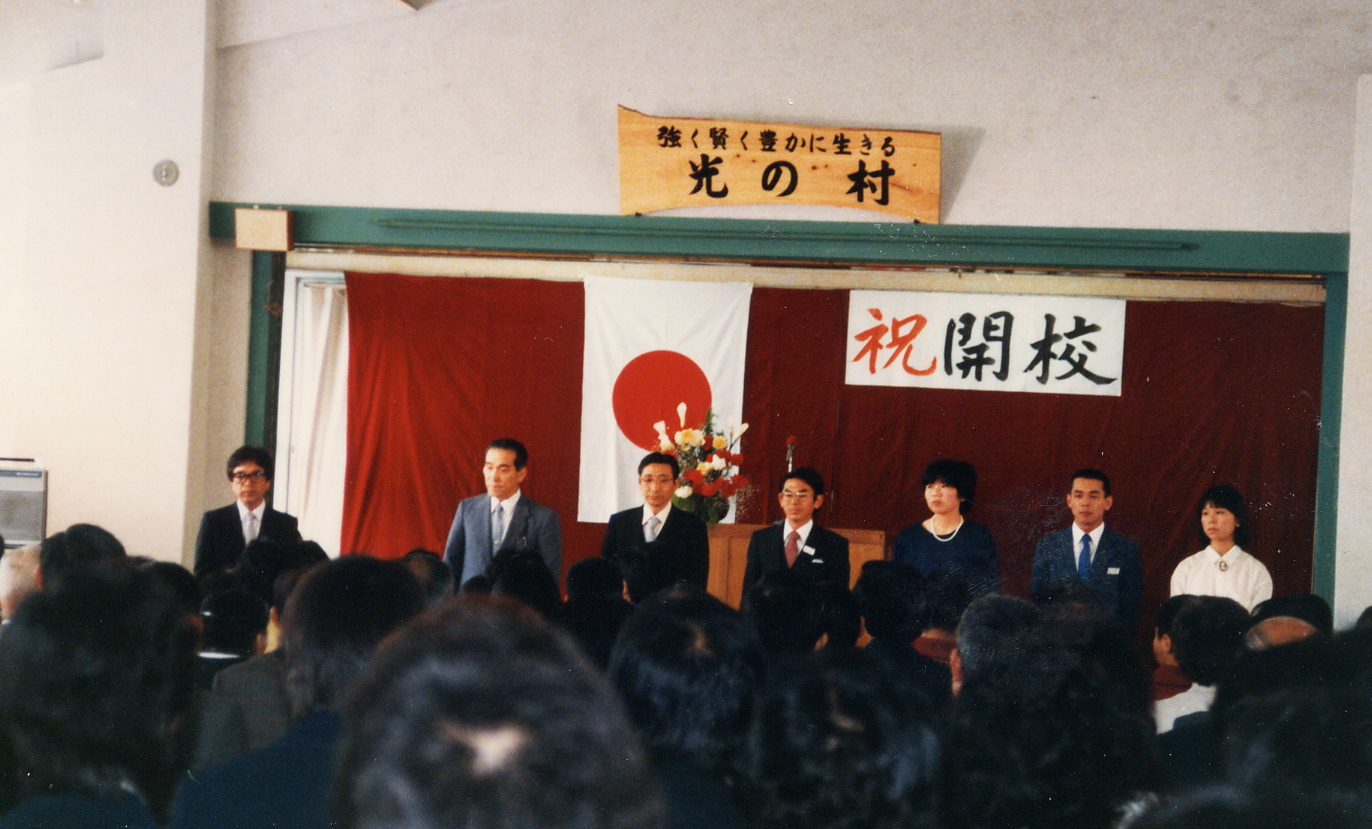
埼玉県秩父郡大滝村の協力により開校した光の村養護学校秩父自然学園。

## コース
1学年8名、全校で定員48名。
- 中学部
- 高等部
- 専攻科（2年間）

## 施設

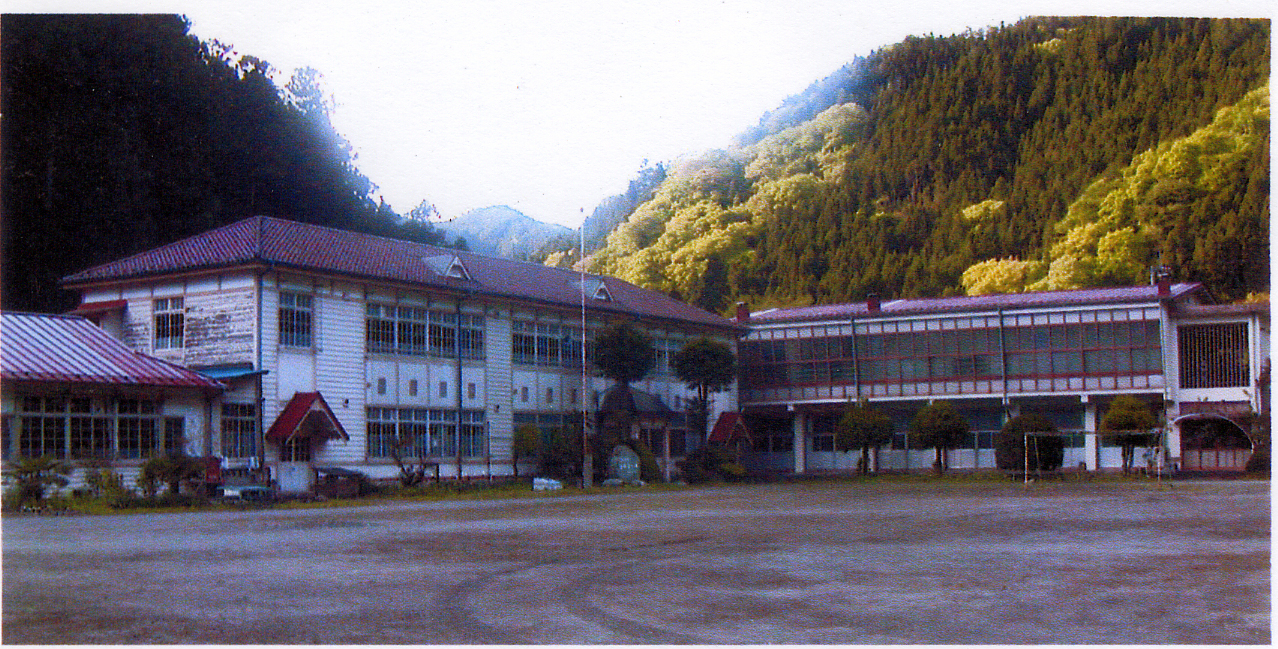
現在の校舎

- 廃校となった旧・大滝村光岩小学校を市より借り受け、使用している。
- 木造2階建て校舎

1階 : 職員室・保健室・面談室・パネル室・図書室
2階 : 教室・鉄筋棟
鉄筋棟校舎
1階：製茶実習室・木工実習室・太鼓練習室
2階：体育館
- 運動場・自転車置き場

## 学校生活
(秩父校独自)

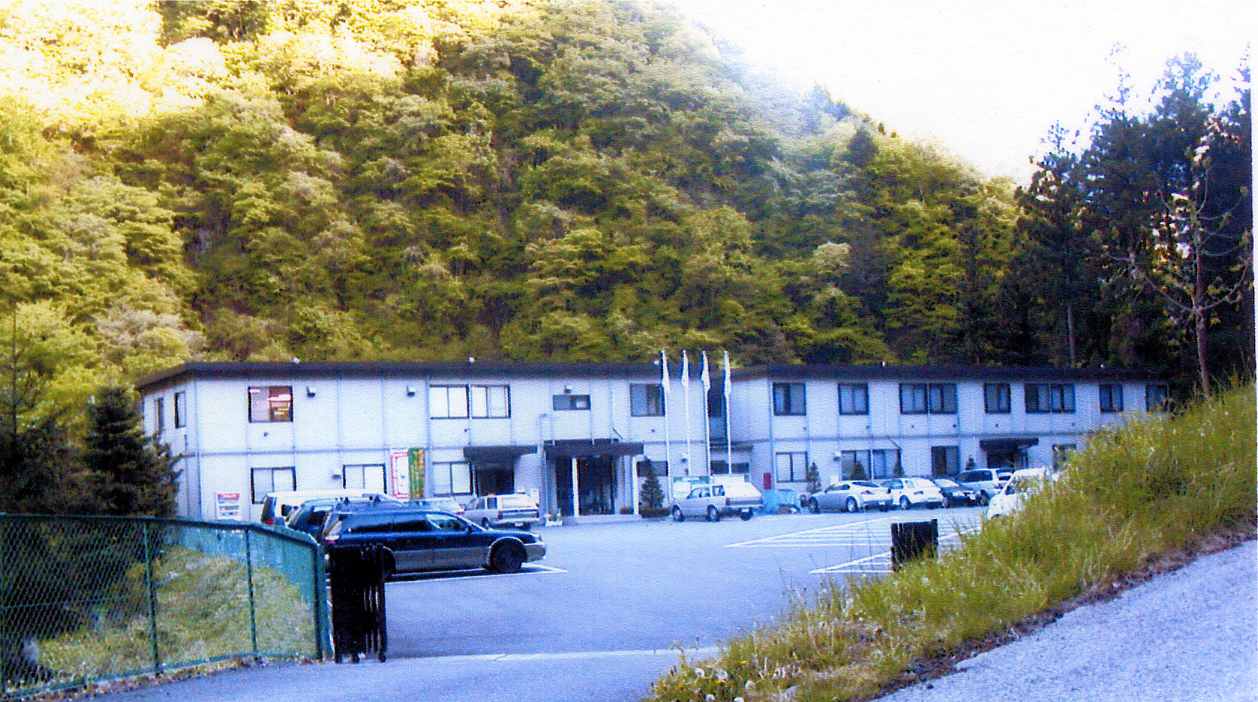
現在の学校寄宿舎

- 秩父市大滝の学校内に10日間居住し、金曜日に帰省し月曜日に帰校（家庭学校）。
- 全寮制
  - 密度の濃い指導のもとで寮生活を送っている。(夕食後などに余暇時間がある）
  - 男女はもちろん別室だが、学年別の部屋割りはない。四畳半二間に３～４名が居住。
  - タンスの個別引き出しに、最小限の下着等を入れ、自分たちで洗濯しながら生活している。
  - 制服等はないものの、基本はポロシャツ、寒くなればその上にトレーナーを重ね着するスタイルである。
  - 個人的な嗜好品等の持ち込みはない
  - 歯磨き指導、マラソン指導が徹底しているため、歯ブラシ、運動靴の消耗が激しい。
  - 日曜日は日曜日課と呼ばれ、起床時間が７時となり、校庭での遊び・清掃・ＤＶＤ鑑賞などを行う。
- 校内生活
  - 午前5時50分起床、当直の先生と一緒に、布団たたみ、着がえ、洗面
  - 準備運動の後、校庭を３０分間走。
  - 校内清掃（走り拭き等で足腰も鍛える）
  - 朝食食(生徒自身が交替で炊事当番にあたり、準備、配膳をする。先生と一緒に食事。)
  - 授業（作業・体育・和太鼓練習・実習｟生徒の段階に応じて調理、製パン実習を行なっている｠などが主体）

(いわゆる座学はほとんどないものの、寮生活を通じて生活に即した言葉、計算等を学ぶ。)
- - 昼食
  - 授業
  - 入浴(毎日1時間程上かけ、入浴の仕方、洗い方、拭き方を学ぶ。温水・冷水の交互入浴)
  - 洗濯
  - 夕食
  - 日記、刺し子
  - 午後9時 就寝(布団しき、着がえ)
- 帰省・帰校
  - 発達度に応じて3つのグループに分かれて帰省・帰校する。
  - 大滝の学校～三峰口駅は徒歩(約30分)、三峰口駅～御花畑駅は秩父鉄道(約２0分)花駅畑西武秩父駅は徒歩(約５分)
  - 金曜日正午ごろ、西武秩父駅で教員と親が合流し子供を受け取る。以後は、各自別行動となるが、飯能・所沢・池袋方面は西武池袋線(特に、特急レッドアロー号)、寄居・熊谷・羽生方面は秩父鉄道を利用する方が多い。
  - 月曜日正午ごろ西武秩父駅にて親は教員に子供を託し、帰省時と逆コースで帰校する。
  - 時に西武秩父駅から、学校あるいは先生の自動車で直接帰校となることもある(約30分)。
  - 帰省・帰校グループは発達に応じて、適宜変更となる。単独で帰省・帰校している生徒も数名いる。
- 家庭学校
  - 帰省は休暇とは言わず、家庭学校と呼ばれ、学校での生活ペースをそのまま家庭で続ける。
  - ランニング : 毎朝5km走る事を奨励している。
  - その他の運動(腹筋、背筋、腕立て支持、縄跳び、ぶら下がり、など深部筋・体幹筋トレーニングが主体。)
  - 掃除、洗濯、調理、買い物、衣服の整理整頓、布団の上げ下げ、刺し子、日記、など
  - 帰省時には、日課帳に家庭学校でやった事を記入し、連絡帳に家庭での様子を記入する。

## 年間行事
- 4月

入学式
新入生親子合宿（１泊２日）
健康診断
- 5月

秩父鉄道フェスタ、マルシェバザー等で、パン販売に交代で親が参加
強歩大会(生徒の段階によって歩く距離が異なる）
- 6月

秩父宮記念ミューズの森チャレンジロードレース大会に参加(走行距離６ｋｍ)
- 7月

臨海合宿(新潟県大崎海岸にて１泊２日で実施）
雲取山登山（生徒の段階によって歩く距離が異なる）
保護者会(月末に行い、終了後、帰省）　　
- 8月

夏季家庭学校（1ヶ月の家庭学校、実習を行なう家庭もある)
土佐合宿(高等部三年生は卒業旅行の事前練習のため、土佐校高三と合同練習を行う）
- 10月

体育祭(全生徒がほぼ全種目に参加、親は玉入れ・綱引き等に自由参加)
中学3年生・卒業旅行（4日間で荒川沿いを約130km徒歩旅行）
高校3年生・卒業記念トライアスロン（土佐校と合同で実施／オリンピックディスタンスで実施）
- 11月

入学選考会(身体計測、面談等)
サイクリング大会(秩父郡市を走行、生徒の段階によって走る距離が異なる）
- 12月

光の村マラソン大会（中学生は最長２１km、高校生は最長３０km、発達度に応じてグループ分け、親は応援）
冬季家庭学校(約2週間)
保護者会(終了後、帰省)
- 2月

新入生・体験入学(来年度新入生が保護者と共に学校に一泊する)
- 3月

文化祭（演劇、和太鼓演奏、ハーモニカ演奏、合唱）
卒業式
春季家庭学校（約2週間）
- 他に、

マラソン記録会(5km)を学期末に実施。
見学は随時受け入れている